# Walter Salles
Walter Moreira Salles Jr. (Río de Janeiro, 12 d'abril de 1956) és un director de cinema brasiler.

## Carrera
És fill del mort ambaixador i banquer Walter Moreira Salles, i copropietari del banc brasiler Unibanco. Va estudiar economia en la Pontifícia Universitat Catòlica a Rio de Janeiro (PUC-RJ), i un mestratge en comunicació audiovisual a la Universitat de Califòrnia.
Es caracteritza per recórrer a temes com l'exili i la cerca d'identitat en les seves pel·lícules. Va adquirir notorietat després de la seva pel·lícula Terra Estrangeira (1995), pel·lícula premiada al Brasil com a millor film de l'any. Posteriorment va començar a col·leccionar nominacions i premis internacionalment. Entre altres, ha guanyat l'Os d'Or al Festival Internacional de Cinema de Berlín, el Globus d'Or, l'Ariel de Plata a Mèxic, el Còndor de Plata a l'Argentina, el premi BAFTA al Regne Unit i el premi del públic al Festival Internacional de Cinema de Sant Sebastià. Central do Brasil va ser nominada a més per a guanyar el Oscar a la millor pel·lícula estrangera, en 1998.
El 2003 fou votat pel diari The Guardian com un dels 40 millors directors del món. El seu major èxit a nivell internacional ha estat Diarios de motocicleta, una pel·lícula de 2004 sobre la vida del jove Ernesto Guevara, que més tard esdevingué el Che Guevara. Va ser la primera pel·lícula que va rondar en una llengua que no era la seva parla materna, el portuguès, i fou un gran èxit de taquilla internacional.
El 2012 va dirigir l'adaptació del llibre de Jack Kerouac On the Road, produïda per Francis Ford Coppola. La pel·lícula fou nominada a la Palma d'Or al 65è Festival Internacional de Cinema de Canes.
A més de director de cinema és pilot de carreres afeccionat. Al GT3 Brasil, Salles va pilotar un Ford GT i en la desena volta figurava com a líder del campionat.

## Filmografia
- 1986: Japão, uma Viagem no Tempo: Kurosawa, Pintor de Imagens
- 1987: Franz Krajcberg: o Poeta dos Vestígios
- 1989: Chico ou o País da Delicadeza Perdida
- 1991: A Grande Arte
- 1995: Terra Estrangeira
- 1995: Socorro Nobre (curtmetratge)
- 1998: O Primeiro Dia
- 1998: Central do Brasil
- 1999: Adão ou Somos Todos Filhos da Terra (curtmetratge)
- 2001: Abril Despedaçado
- 2002: Castanha e Caju contra o Encouraçado Titanic (curtmetratge)
- 2004: Diarios de motocicleta
- 2005: Dark Water
- 2006: Paris, je t'aime (segment 10)
- 2008: Linha de Passe
- 2012: On the Road
- 2014: Jia Zhangke, um Homem de Fenyang
- 2017: When the Earth Trembles
- 2024: Ainda Estou Aqui

## Premis
Walter Surt-los ha rebut 39 premis i 16 nominacions, entre els quals destaquen:
Premis BAFTA
| Any  | Categoria                             | Pel·lícula             | Resultat  |
| ---- | ------------------------------------- | ---------------------- | --------- |
| 2005 | Millor pel·lícula de parla no anglesa | Diarios de motocicleta | Guanyador |
| 2002 | Millor pel·lícula de parla no anglesa | Abril Despedaçado      | Nominat   |
| 1999 | Millor pel·lícula de parla no anglesa | Central do Brasil      | Guanyador |

Premis César
| Any  | Categoria                    | Pel·lícula             | Resultat |
| ---- | ---------------------------- | ---------------------- | -------- |
| 2005 | Millor pel·lícula estrangera | Diarios de motocicleta | Nominat  |
| 1999 | Millor pel·lícula estrangera | Central do Brasil      | Nominat  |

Festival Internacional de Cinema de Berlín
| Any  | Categoria                | Pel·lícula        | Resultat  |
| ---- | ------------------------ | ----------------- | --------- |
| 1998 | Os d'or                  | Central do Brasil | Guanyador |
| 1998 | Premi del jurat ecumènic | Abril Despedaçado | Guanyador |

Festival Internacional de Cinema de Canes
| Any  | Categoria                | Pel·lícula             | Resultat  |
| ---- | ------------------------ | ---------------------- | --------- |
| 2008 | Palma d'Or               | Linha de Passe         | Nominat   |
| 2004 | Premi François Chalais   | Diarios de motocicleta | Guanyador |
| 2004 | Premi del jurat ecumènic | Diarios de motocicleta | Guanyador |
| 2004 | Palma d'Or               | Diarios de motocicleta | Nominat   |

Festival Internacional de Cinema de Sant Sebastià
| Any  | Categoria              | Pel·lícula             | Resultat  |
| ---- | ---------------------- | ---------------------- | --------- |
| 1998 | Premi Perla del Públic | Central do Brasil      | Guanyador |
| 1998 | Premi de la Joventut   | Central do Brasil      | Guanyador |
| 2004 | Premi TCM del Públic   | Diarios de motocicleta | Guanyador |